# Eremogeton
Eremogeton es un género con una sola especie, Eremogeton grandiflorus, de plantas de flores perteneciente a la familia Scrophulariaceae.